# 黃清木
黃清木（1918年11月5日—1988年2月），台灣嘉義朴子人，台灣醫師。前國民大會代表黃吳彩雲之夫。

## 生平
黃清木生於醫學世家，祖父黃敬及父親黃金益從事傳統漢醫事業，於自家開設「金捷發藥行」（原址位於開元路269號）。1925年，黃清木入朴子公學校（今朴子國小）就讀。1931年自朴子公學校畢業後，東渡日本大學附屬中學就讀。1938年考取日本昭和醫科大學醫學部，隔年返台與黃吳彩雲結婚，之後夫妻兩人共同赴日繼續深造。
1945年台灣光復，黃氏留在日本的母校繼續完成實習醫師訓練。1950年黃氏自日本返台，擔任嘉義榮民醫院外科醫師，後將自家中醫藥行「金捷發藥行」改設為西醫診所「捷發外科」。1953年，曾代表雲嘉南七縣市醫師至金門諸島等前線進行醫療服務，據說因醫術精湛深獲好評。
1955年，黃氏受朴子鎮長施金龍的推薦，出任朴子鎮衛生所醫師暨首任主任。1956年，政府於朴子他處成立衛生所，黃清木便將舊的衛生所建物購入，在原址開設「清木外科診所」，並自衛生所辭職。此後曾兼任國泰人壽、南山人壽、朴子鎮農會、朴子鎮教育會、易昌食品公司等機構特約醫師，亦曾擔任嘉義地方法院法醫。
晚年開始周遊各國。1985年，於紐西蘭威靈頓攀登維多利亞山過程中，不幸中風。1988年病逝，享壽70歲。

## 史蹟
昭和五年（1930年），為了推行衛生醫療和西醫，日本醫師松浦保成立「朴子公醫院」，為一棟日洋混合的檜木兩層樓建築。然而到1930年代末，清木屋一度被侵占當作青年旅舍使用。1945年台灣光復後，國民政府將該建築改制為朴子鎮衛生所，由黃清木醫師擔任衛生所第一任主任。後來政府於他處新建衛生所，將原址變賣，黃清木便獨資將建築買下，開設「清木外科診所」，作為診所間住宅。
黃清木醫師逝世後，診所遭到閒置。2015年，長孫黃崇哲與孫媳蕭秀霜，受到朴子日新醫院保存協會古蹟守護活動啟發，重新整修診所建築。2016年7月起，原址以「清木屋」為名，作為餐飲空間使用，並展出黃氏夫婦的相關文物及醫療用品。

## 圖像

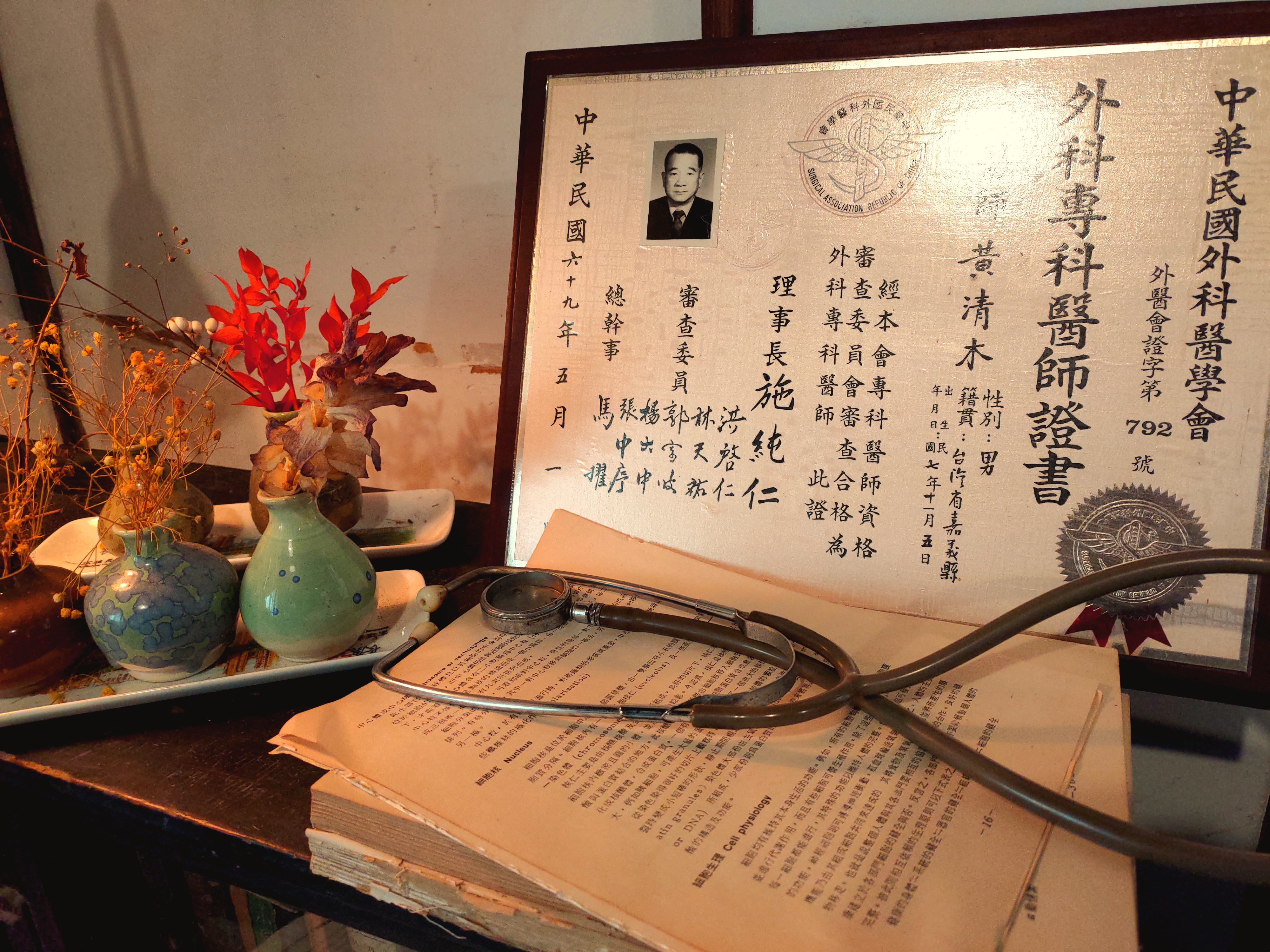
黃清木醫師的外科專科證書
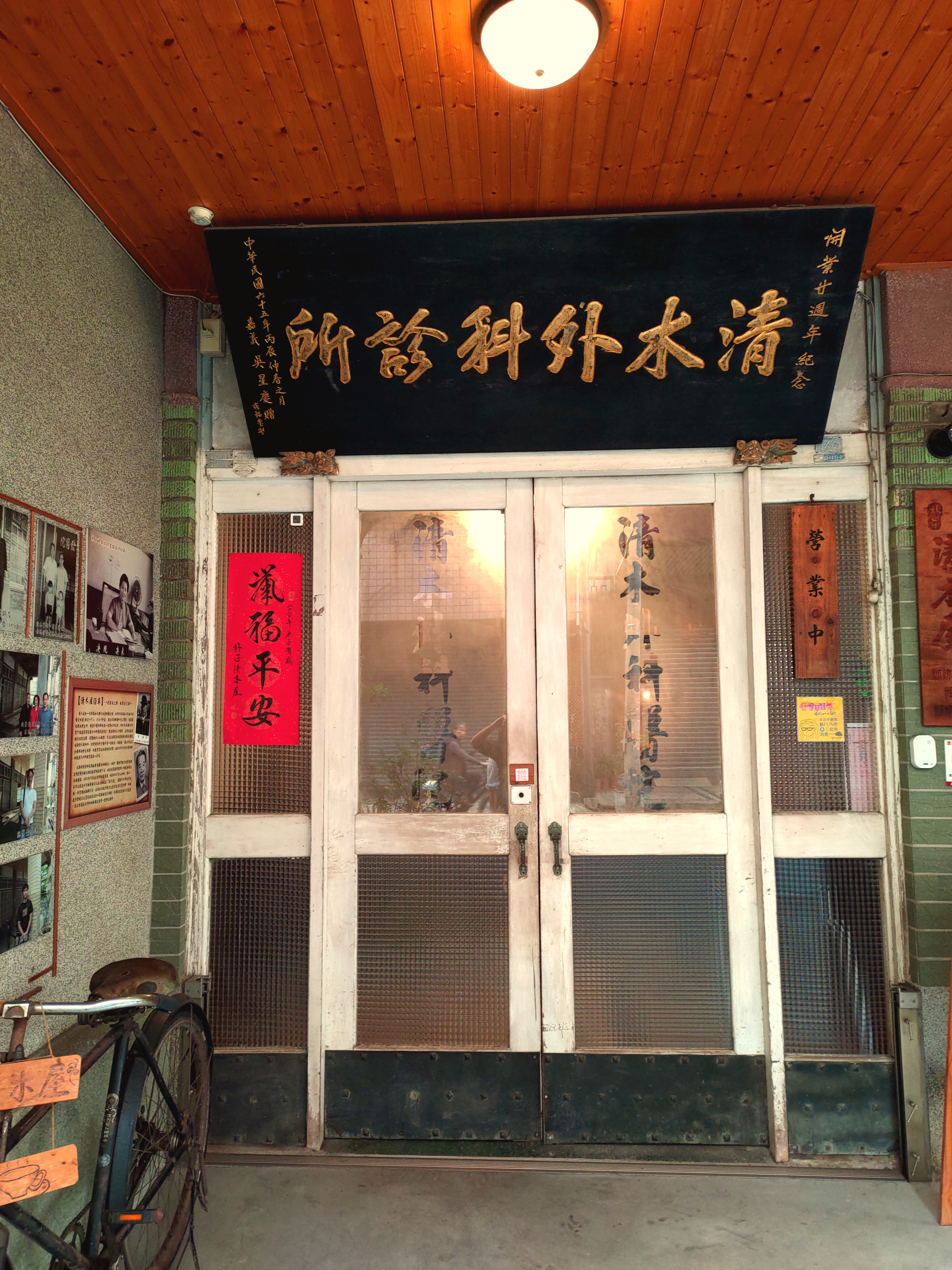
清木外科診所原址正門
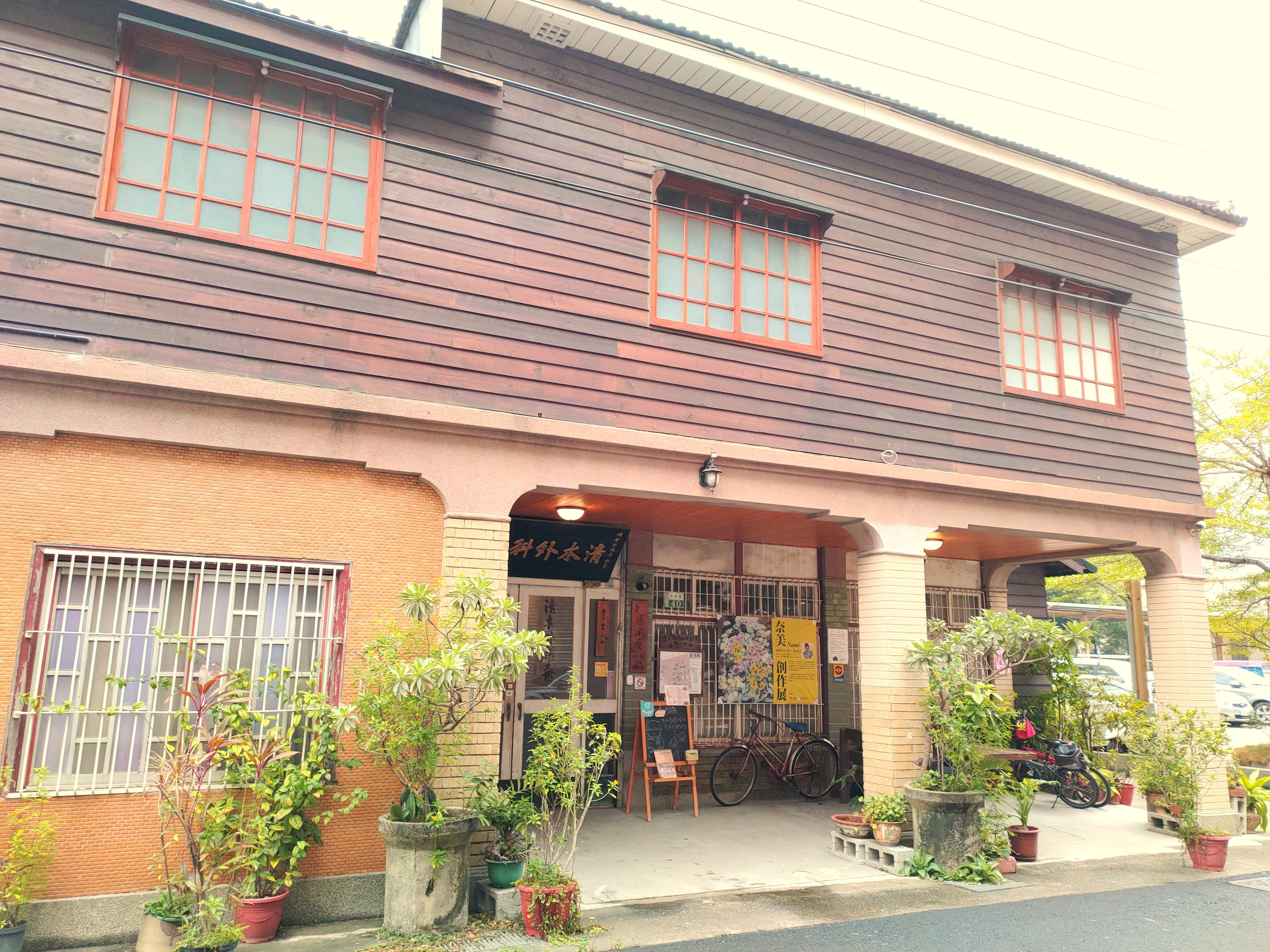
清木外科診所原址，現以「清木屋」為名，作為餐飲空間使用，並展出診所文物。
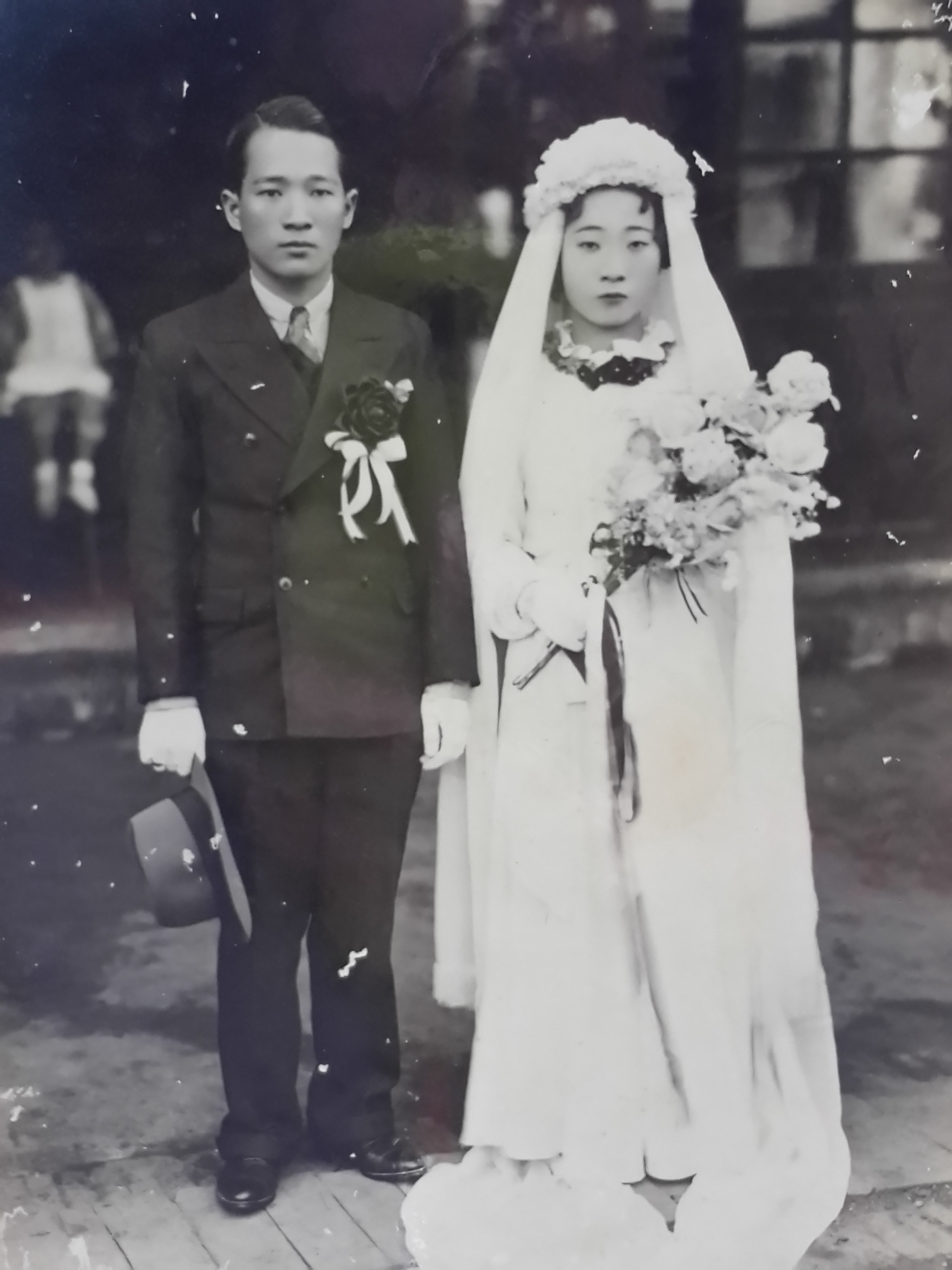
黃清木先生與吳彩雲女士結婚照，1939年
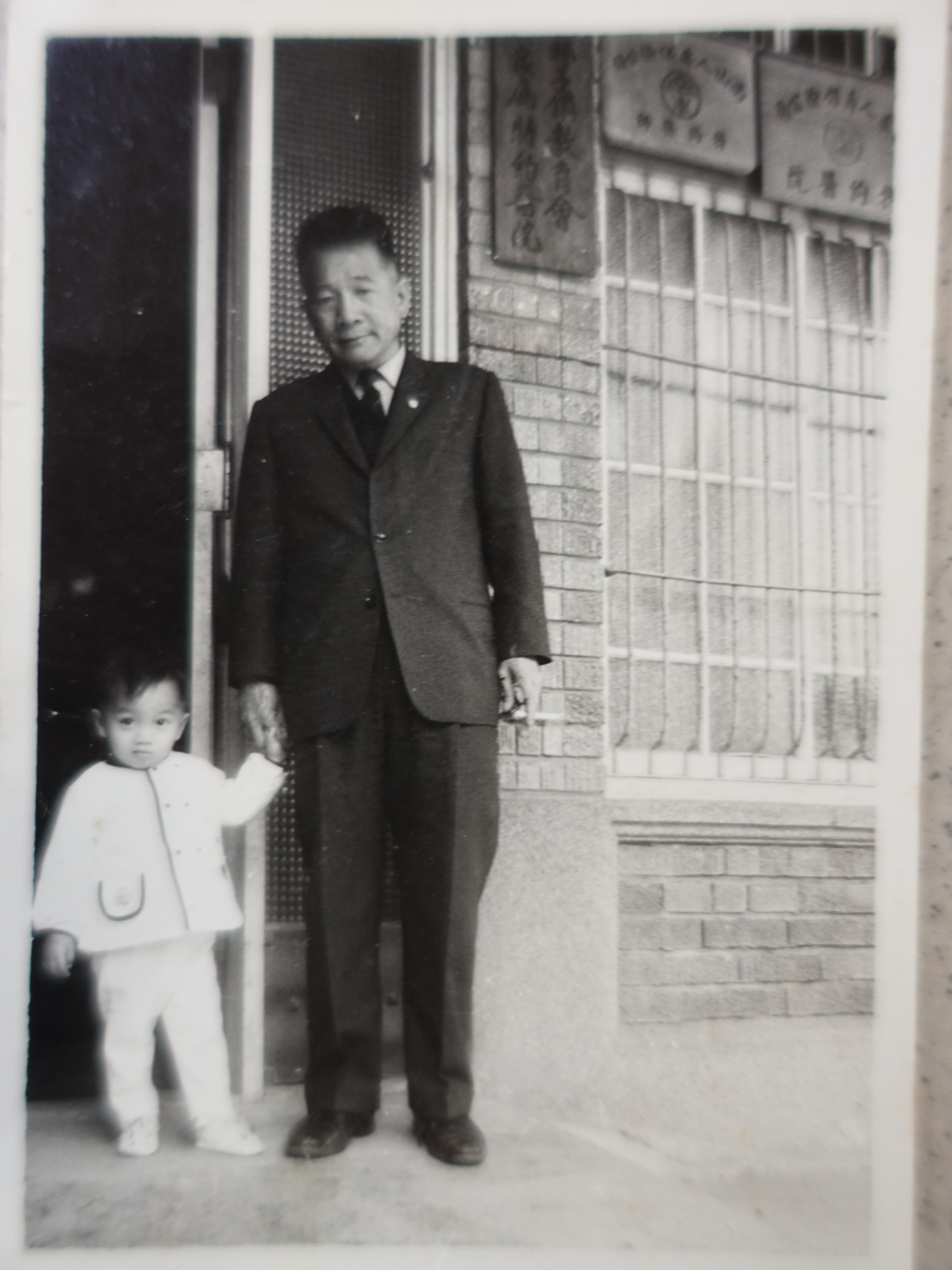
黃清木醫師及長孫黃崇哲於清木外科大門合影，攝於1971年